# Europacup II hockey vrouwen 2000
De 10de editie van de Europacup II voor vrouwen werd gehouden van 21 april tot en met 24 april 2000 in Keulen. Er deden acht teams mee, verdeeld over twee poules. Rot-Weiß Köln won deze editie van de Europacup II.

## Poule-indeling

### Poule A
- Royal Uccle Sport THC
- Club de Campo
- Leicester HC
- Amsterdam H&BC

### Poule B
- Rot-Weiß Köln
- Dinamo Sumchanka
- Grange HC
- Hermes HC

## Poulewedstrijden

### Vrijdag 21 april 2000
- 10.00 B Dinamo Sumy - Grange Edinburgh 2-0
- 12.00 B Stadion Rot-Weiss - Hermes 2-0
- 14.00 A Club de Campo - Leicester 0-4
- 16.00 A Amsterdam - Uccle Sport 8-0

### Zaterdag 22 april 2000
- 10.00 B Dinamo Sumy - Hermes 1-4
- 12.00 B Stadion Rot-Weiss - Grange Edinburgh 2-0
- 14.00 A Club de Campo - Uccle Sport 0-3
- 16.00 A Amsterdam - Leicester 2-1

### Zondag 23 april 2000
- 10.00 B Grange Edinburgh - Hermes 1-2
- 12.00 B Stadion Rot-Weiss - Dinamo Sumy 5-0
- 14.00 A Leicester - Uccle Sport 7-1
- 16.00 A Amsterdam - Club de Campo 9-0

## Uitslag poules

### Uitslag poule A
1. Amsterdam
2. Leicester
3. Uccle Sport
4. Club de Campo

### Uitslag poule B
1. Rot-Weiss Koln
2. Hermes
3. Dinamo Sumchanka
4. Grange

## Finales

### Maandag 24 april 2000
- 4A v 3B Club de Campo - Dinamo Sumchanka 1-9
- 3A v 4B Uccle Sport - Grange Edinburgh 0-5
- 2A v 2B Leicester - Hermes 2-2 0-3 p.s
- 1A v 1B Amsterdam - Stadion Rot-Weiss 2-3

## Einduitslag
1.  Rot-Weiss Koln 

2.  Amsterdam  H&BC 

3.  Hermes HC 

4.  Leicester HC 

5.  Dinamo Sumchanka 

5.  Grange HC 

7.  Club de Campo 

7.  Royal Uccle Sport THC 

Mannen:
1990 ·
Terrassa 1991 ·
Vught 1992 ·
Birmingham 1993 ·
Terrassa 1994 ·
Cagliari 1995 ·
Den Haag 1996 ·
Reading 1997 ·
's-Hertogenbosch 1998 ·
Amsterdam 1999 ·
Terrassa 2000 ·
's-Hertogenbosch 2001 ·
Eindhoven 2002 ·
Terrassa 2003 ·
Eindhoven 2004 ·
Lille 2005 ·
Reading 2006 ·
Madrid 2007 

Opgegaan in de Euro Hockey League
Vrouwen:
1991 ·
Vught 1992 ·
Birmingham 1993 ·
Cardiff 1994 ·
Groningen 1995 ·
Rotterdam 1996 ·
Utrecht 1997 ·
Leuven 1998 ·
Terrassa 1999 ·
Keulen 2000 ·
Rome 2001 ·
Ourense 2002 ·
Rotterdam 2003 ·
Laren 2004 ·
Keulen 2005 ·
Edinburgh 2006 ·
Madrid 2007 ·
Parijs 2008 ·
Manchester 2009

Opgegaan in de Europcacup I